# Оперна премія газети «Свенска даґбладет»
О́перна пре́мія газе́ти «Све́нска даґбла́дет» (швед. Svenska Dagbladets operapris, власне Оперна і танцювальна премія газети «Свенска даґбладет») — це шведська культурна премія, яку з листопада 1977 року щорічно призначає «Svenska Dagbladet» за значний внесок у розвиток опери чи балету (сучасного танцю) за минулий сезон. Грошовий еквівалент премії становить 25 000 крон.

## Лауреати премії
- 1977 Ерік Седен, придворний співак, оперний співак
- 1978 Сільвія Лінденстранд, придворна співачка, оперна співачка
- 1979 Єран Єрвефельт, режисер
- 1980 Аннелі Аланко, придворна танцівниця, прима-балерина
- 1981 Народна опера + Стокгольмський музично-драматичний ансамбль
- 1982 Ульф Ґадд, хореограф
- 1983 Вадстенська академія/Турб'єрн Лільєквіст, оперний співак, диригент
- 1984 Маріанна Геґґандер, придворна співачка, оперна співачка
- 1985 Єста Вінберг, придворний співак, оперний співак
- 1986 Лена Нурдін, придворна співачка, оперна співачка
- 1987 Бенґт Кранц, оперний співак
- 1988 Сів Веннберг, придворна співачка, оперна співачка
- 1989 Мікаель Самуельсон, оперний співак
- 1990 Сценічна діяльність колективу Гетеборзької опери на студійній сцені Lillan у Гетеборгу
- 1991 Юнас Форселль, композитор
- 1992 Марія Ліндквіст, придворна танцюристка, прима-балерина
- 1993
- 1994 Катаріна Далайман, придворна співачка, оперна співачка
- 1995 Ганс Гіорт, диригент Музичного театру у Вермланді
- 1996 Вірпі Пакінен, хореограф, танцюрист
- 1997 Йон Ерік Елебю, оперний співак
- 1998 Мічийо Хаяші, балерун
- 1999 Ґунілла Стефен-Каллін, оперна співачка
- 2000 Ян-Ерік Вікстрем, придворний танцюрист, прем'єр-танцюрист
- 2001 Петер Маттей, придворний співак, оперний співак
- 2002 Керстін Авемо, оперна співачка
- 2003 Гетеборзький оркестр
- 2004 Ніна Стемме, придворна співачка, оперна співачка
- 2005 Ларс-Оке Тессман, сценограф
- 2006 BouncE Streetdance Company
- 2007 Марія Сундквіст, режисер, лібретист, консультант у галузі мистецтва при Опері в Мальме
- 2008 Матс Ек, хореограф, керівник Балету Кулльберга
- 2009 Міхаель Вейніус, оперний співак
- 2010 Малін Бюстрем, оперна співачка
- 2011 Ер'ян Андерссон, хореограф
- 2012 Інґела Брімберг, оперна співачка — за виконання головної ролі в опері «Тоска»[1]
- 2013 Хор Королівської опери[2]
- 2014 Патрік Рінґборг, диригент
- 2015 Матс Ларссон Ґоте, композитор[3]
- 2016 Емма Веттер, оперна співачка[4]

## Лінки
- Learning 4 Sharing, pristagare och prisformuleringar